# Bathyraja eatonii
Bathyraja eatonii is een vissoort uit de familie van de Arhynchobatidae. De wetenschappelijke naam van de soort is voor het eerst geldig gepubliceerd in 1876 door Günther.